# Goblin Slayer
Goblin Slayer (jap. ゴブリンスレイヤー, Goburin Sureiyā) ist eine Light-Novel-Reihe von Kumo Kagyu mit Illustrationen von Noboru Kannatsuki. Die Fantasy-Serie erscheint seit 2016 in Japan, wurde als Manga adaptiert und wird als Anime-Fernsehserie umgesetzt.
Handlung und Welt orientieren sich an Pen-&-Paper-Rollenspielen, vor allem das Wirken von Magie unterliegt entsprechenden Regeln.

## Inhalt
In einer von Drachen, Dämonen und anderen Wesen bedrohten Welt tritt eine junge Priesterin der „Gilde der Abenteurer“ bei und schließt sich dort einer Gruppe junger Abenteurer bestehend aus einer Magierin, einem Schwertkämpfer und einer Kampfsportlerin an, um zu helfen und gegen all die Bedrohungen der Menschheit zu kämpfen.
Die Gruppe unerfahrener Abenteurer nimmt den Auftrag an, entführte Mädchen von den Goblins zu befreien. Hochmotiviert ziehen sie los, geraten jedoch bald darauf in einen Hinterhalt von Goblins, die die Gruppe angreifen. Sie stechen die Magierin nieder und bedrohen auch die Priesterin. Der Schwertkämpfer schreitet zur Hilfe, wird jedoch schnell überwältigt und auch die Kampfsportlerin wird besiegt und die Goblins vergehen sich an ihr.
Die Priesterin versucht mit der Magierin zu fliehen, doch diese ist zu schwer verletzt und sie kommen nicht weit, ehe Goblins sie einholen und angreifen. In diesem Moment erscheint Goblin Slayer. Er rettet die Priesterin und erlöst die Magierin, welche durch den Stich vergiftet wurde, und vernichtet die gesamte Goblinhöhle mit Unterstützung von der Priesterin, welche ihm mit ihrer Gabe des heiligen Lichts hilft. Die Mädchen können gerettet werden, sind aber traumatisiert. Trotz dieses ersten, furchtbar schief gelaufenen Auftrags, beschließt die Priesterin, weiterzumachen und schließt sich dem Goblin Slayer an.
Goblin Slayer ist ein wortkarger stets in Rüstung verhüllter Krieger, der in der Gilde ausschließlich Aufträge annimmt, bei denen er Goblins töten kann. Obwohl die anderen Abenteurer der Gilde sich häufig über ihn lustig machen und teils abschätzig sprechen, da er nur Goblinaufträge annimmt, ist Goblin Slayer gerade dafür berühmt, der einzige erfahrene Abenteurer zu sein, der gegen Goblins kämpft. Denn diese sind zwar eine Plage für viele Menschen, da sie in Banden die Dörfer überfallen, morden und vergewaltigen, aber da sie kaum Ruhm oder Geld einbringen, scheuen sich die meisten Abenteurer davor, Goblins zu jagen. Goblin Slayer ist ein einschüchternder Abenteurer, der einzelgängerisch Aufträge der Abenteuergilde erledigt, den aber nach und nach erfahrenen Krieger aus fernen Länder anschloss, um mit ihm gemeinsam auf Goblinjagd zu gehen. 
Goblin Slayer, der als Kind mit ansehen musste, wie sein Dorf durch Goblins zerstört wurde, hat sich zum Ziel gesetzt, alle Goblins auszurotten. Die junge unerfahrene Priesterin beschließt daraufhin, ihn bei seinen Abenteuern zu begleiten, obwohl Goblin Slayer sehr abweisend wirkt.
Dem ungleichen Paar schließen sich noch ein Zwerg, eine Hochelfe und ein Echsenmensch an. Anfangs ist die Beziehung zu Goblin Slayer recht unterkühlt, doch nach und nach taut der Goblin Slayer auf und erlangt den Respekt der anderen Abenteurer und begibt sich gemeinsam mit seinen neuen Kameraden auf eine Mission zur Rettung der Welt.

## Veröffentlichungen
Seit Februar 2016 erscheint die Light Novel in Japan bei SoftBank Creative. Bisher erschienen 16 Bände (Stand: April 2024). Bereits im Mai 2016 startete eine Manga-Umsetzung von Kōsuke Kurose im Magazin Big Gangan bei Square Enix. Die Kapitel wurden auch in bisher 16 Sammelbänden veröffentlicht (Stand: Februar 2025). Der vierte Band verkaufte sich über 90.000 mal in den ersten beiden Wochen nach Veröffentlichung. Yen Press bringt sowohl Light Novel als auch Manga auf Englisch heraus. Eine deutsche Übersetzung des Mangas erscheint seit Juli 2018 bei Altraverse mit bisher 15 Bänden (Stand: Dezember 2024).
2017 startete außerdem das Spin-off Goblin Slayer Side Story: Year One als Manga von Kento Eida, das 2018 dann auch als Light Novel herausgebracht wurde. Seit April 2019 erscheint der Ableger als Goblin Slayer! Year One auch auf Deutsch bei Altraverse. Im Mai 2018 startete im Big Gangan der Ableger Goblin Slayer! Brand New Day von Masahiro Ikeno und wurde im Mai 2019 mit 2 Bänden abgeschlossen. 2020 begann die Veröffentlichung des Ablegers Goblin Slayer! The Singing Death (Goblin Slayer Gaiden 2: Tsubanari no Daikatana). Alle drei Mangas erscheinen ab April 2019, im Juni 2019 sowie ab Juli 2020 auch auf Deutsch bei Altraverse.

### Liste der Light-Novel-Bände
| Band                             | Japanisch        | Japanisch              | Deutsch          | Deutsch                |
| Band                             | Veröffentlichung | ISBN                   | Veröffentlichung | ISBN                   |
| Goblin Slayer!                   | Goblin Slayer!   | Goblin Slayer!         | Goblin Slayer!   | Goblin Slayer!         |
| -------------------------------- | ---------------- | ---------------------- | ---------------- | ---------------------- |
| 1                                | 15. Feb. 2016    | ISBN 978-4-7973-8615-8 | 16. Mai 2019     | ISBN 978-3-96358-309-4 |
| 2                                | 14. Mai 2016     | ISBN 978-4-7973-8752-0 | 16. Aug. 2019    | ISBN 978-3-96358-310-0 |
| 3                                | 15. Sep. 2016    | ISBN 978-4-7973-8834-3 | 14. Nov. 2019    | ISBN 978-3-96358-311-7 |
| 4                                | 14. Jan. 2017    | ISBN 978-4-7973-8955-5 | 14. Feb. 2020    | ISBN 978-3-96358-312-4 |
| 5                                | 15. Mai 2017     | ISBN 978-4-7973-9158-9 | 15. Mai 2020     | ISBN 978-3-96358-539-5 |
| 6                                | 15. Sep. 2017    | ISBN 978-4-7973-9159-6 | 7. Aug. 2020     | ISBN 978-3-96358-540-1 |
| 7                                | 15. März 2018    | ISBN 978-4-7973-9161-9 | 13. Nov. 2020    | ISBN 978-3-96358-632-3 |
| 8                                | 15. Okt. 2018    | ISBN 978-4-7973-9809-0 | 19. März 2021    | ISBN 978-3-96358-634-7 |
| 9                                | 14. Dez. 2018    | ISBN 978-4-7973-9812-0 | 21. Mai 2021     | ISBN 978-3-96358-830-3 |
| 10                               | 15. März 2019    | ISBN 978-4-8156-0095-2 | 20. Aug. 2021    | ISBN 978-3-96358-832-7 |
| 11                               | 13. Sep. 2019    | ISBN 978-4-8156-0330-4 | 12. Nov. 2021    | ISBN 978-3-96358-717-7 |
| 12                               | 14. Feb. 2020    | ISBN 978-4-8156-0332-8 | 20. Juni 2022    | ISBN 978-3-7539-0681-2 |
| 13                               | 15. Okt. 2020    | ISBN 978-4-8156-0640-4 | 23. Jan. 2023    | ISBN 978-3-7539-1446-6 |
| 14                               | 12. März 2021    | ISBN 978-4-8156-0812-5 | 16. Okt. 2023    | ISBN 978-3-7539-2029-0 |
| 15                               | 14. Sep. 2021    | ISBN 978-4-8156-1152-1 |                  |                        |
| 16                               | 14. Juli 2022    | ISBN 978-4-8156-1346-4 |                  |                        |
| Goblin Slayer! Year One          |                  |                        |                  |                        |
| 1                                | 15. März 2018    | ISBN 978-4-7973-9041-4 |                  |                        |
| 2                                | 15. Nov. 2018    | ISBN 978-4-7973-9810-6 |                  |                        |
| Goblin Slayer! The Singing Death |                  |                        |                  |                        |
| 1                                | 9. Aug. 2019     | ISBN 978-4-7973-9835-9 |                  |                        |
| 2                                | 12. Nov. 2020    | ISBN 978-4-8156-0368-7 |                  |                        |

### Liste der Manga-Bände
| Band                             | Japanisch        | Japanisch              | Deutsch          | Deutsch                |
| Band                             | Veröffentlichung | ISBN                   | Veröffentlichung | ISBN                   |
| Goblin Slayer!                   | Goblin Slayer!   | Goblin Slayer!         | Goblin Slayer!   | Goblin Slayer!         |
| -------------------------------- | ---------------- | ---------------------- | ---------------- | ---------------------- |
| 1                                | 13. Sep. 2016    | ISBN 978-4-7575-5116-9 | 26. Juli 2018    | ISBN 978-3-96358-049-9 |
| 2                                | 15. Feb. 2017    | ISBN 978-4-7575-5258-6 | 20. Sep. 2018    | ISBN 978-3-96358-050-5 |
| 3                                | 13. Sep. 2017    | ISBN 978-4-7575-5471-9 | 22. Nov. 2018    | ISBN 978-3-96358-051-2 |
| 4                                | 13. März 2018    | ISBN 978-4-7575-5603-4 | 17. Jan. 2018    | ISBN 978-3-96358-052-9 |
| 5                                | 25. Sep. 2018    | ISBN 978-4-7575-5860-1 | 21. März 2019    | ISBN 978-3-96358-276-9 |
| 6                                | 13. Dez. 2018    | ISBN 978-4-7575-5944-8 | 11. Juli 2019    | ISBN 978-3-96358-324-7 |
| 7                                | 25. Juni 2019    | ISBN 978-4-7575-6175-5 | 17. Jan. 2020    | ISBN 978-3-96358-458-9 |
| 8                                | 25. Nov. 2019    | ISBN 978-4-7575-6388-9 | 9. Apr. 2020     | ISBN 978-3-96358-514-2 |
| 9                                | 12. Feb. 2020    | ISBN 978-4-7575-6521-0 | 7. Aug. 2020     | ISBN 978-3-96358-594-4 |
| 10                               | 12. Okt. 2020    | ISBN 978-4-7575-6904-1 | 19. März 2021    | ISBN 978-3-96358-721-4 |
| 11                               | 24. Apr. 2021    | ISBN 978-4-7575-7219-5 | 20. Aug. 2021    | ISBN 978-3-96358-997-3 |
| 12                               | 25. Dez. 2021    | ISBN 978-4-7575-7650-6 | 20. Juni 2022    | ISBN 978-3-7539-0681-2 |
| 13                               | 25. Aug. 2022    | ISBN 978-4-7575-8090-9 | 23. Jan. 2023    | ISBN 978-3-7539-1446-6 |
| 14                               | 25. Mai 2023     | ISBN 978-4-7575-8582-9 | 16. Okt. 2023    | ISBN 978-3-7539-2029-0 |
| 15                               | 25. März 2024    | ISBN 978-4-7575-9117-2 |                  |                        |
| Goblin Slayer! Year One          |                  |                        |                  |                        |
| 1                                | 13. März 2018    | ISBN 978-4-7575-5653-9 | 18. Apr. 2019    | ISBN 978-3-96358-289-9 |
| 2                                | 25. Sep. 2018    | ISBN 978-4-7575-5861-8 | 12. Sep. 2019    | ISBN 978-3-96358-290-5 |
| 3                                | 13. Dez. 2018    | ISBN 978-4-7575-5945-5 | 12. Dez. 2019    | ISBN 978-3-96358-400-8 |
| 4                                | 25. Juni 2019    | ISBN 978-4-7575-6176-2 | 13. März 2020    | ISBN 978-3-96358-457-2 |
| 5                                | 25. Nov. 2019    | ISBN 978-4-7575-6389-6 | 12. Juni 2020    | ISBN 978-3-96358-513-5 |
| 6                                | 12. Okt. 2020    | ISBN 978-4-7575-6905-8 | 12. Feb. 2021    | ISBN 978-3-96358-722-1 |
| 7                                | 24. Apr. 2021    | ISBN 978-4-7575-7220-1 | 12. Nov. 2021    | ISBN 978-3-96358-998-0 |
| 8                                | 25. Dez. 2021    | ISBN 978-4-7575-7651-3 | 19. Sep. 2022    | ISBN 978-3-7539-0682-9 |
| 9                                | 25. Aug. 2022    | ISBN 978-4-7575-8091-6 | 20. Feb. 2023    | ISBN 978-3-7539-1447-3 |
| 10                               | 25. Mai 2023     | ISBN 978-4-7575-8583-6 | 16. Okt. 2023    | ISBN 978-3-7539-2030-6 |
| 11                               | 25. Okt. 2023    | ISBN 978-4-7575-8868-4 | 15. Apr. 2024    | ISBN 978-3-7539-2412-0 |
| 12                               | 25. März 2024    | ISBN 978-4-7575-9118-9 | 22. Okt. 2024    | ISBN 978-3-7539-2890-6 |
| Goblin Slayer! Brand New Day     |                  |                        |                  |                        |
| 1                                | 13. März 2018    | ISBN 978-4-7575-5862-5 | 14. Juni 2019    | ISBN 978-3-96358-314-8 |
| 2                                | 25. Sep. 2018    | ISBN 978-4-7575-6177-9 | 17. Okt. 2019    | ISBN 978-3-96358-315-5 |
| Goblin Slayer! The Singing Death |                  |                        |                  |                        |
| 1                                | 12. Feb. 2020    | ISBN 978-4-7575-6522-7 | 10. Juli 2020    | ISBN 978-3-96358-554-8 |
| 2                                | 12. Okt. 2020    | ISBN 978-4-7575-6733-7 | 16. Apr. 2021    | ISBN 978-3-96358-723-8 |
| 3                                | 24. Apr. 2021    | ISBN 978-4-7575-7221-8 | 15. Okt. 2021    | ISBN 978-3-96358-999-7 |
| 4                                | 25. Dez. 2021    | ISBN 978-4-7575-7652-0 | 26. Aug. 2022    | ISBN 978-3-7539-0683-6 |
| 5                                | 25. Aug. 2022    | ISBN 978-4-7575-8092-3 | 15. Mai 2023     | ISBN 978-3-7539-1448-0 |
| 6                                | 25. Mai 2023     | ISBN 978-4-7575-8584-3 | 15. Jan. 2024    | ISBN 978-3-7539-2031-3 |
| 7                                | 25. Mai 2024     | ISBN 978-4-7575-9119-6 |                  |                        |

## Anime-Adaption
Oktober 2018 erschien eine Adaption des Stoffes als Anime-Fernsehserie durch Studio White Fox. Regie führte Takaharu Ozaki, Hauptautoren sind Hideyuki Kurata und Yōsuke Kuroda. Die 12 Folgen wurde vom 7. Oktober bis 30. Dezember 2018 auf AT-X erstausgestrahlt, sowie je 30 Minuten später auch auf Tokyo MX, BS11 und Sun-TV.
Die Serie wurde bereits vor Start von AniMoon Publishing für den deutschsprachigen Raum lizenziert und auf Wakanim im Simulcast gestreamt. Die DVD und Blu-ray-Veröffentlichung erfolgt in drei Volumes, wobei das erste am 29. März 2019 erschienen ist. ProSieben Maxx strahlt die Serie bereits seit dem 22. März 2019 mit deutscher Synchronisation aus.
Am 31. Januar 2021 wurde die Produktion einer zweiten Staffel angekündigt. Der Start der zweiten Anime-Staffel im japanischen Fernsehen (Tokyo MX, AT-X, BS11 und Sun-TV) bzw. Netzfernsehen (Abema) als Streaming war am 6. Oktober 2023.

### Synchronisation
| Rolle          | japanischer Sprecher (Seiyū) | deutscher Sprecher |
| -------------- | ---------------------------- | ------------------ |
| Goblin Slayer  | Yuuichirou Umehara           | Roman Wolko        |
| Priesterin     | Yui Ogura                    | Victoria Frenz     |
| Hochelfin      | Nao Touyama                  | Anja Stadlober     |
| Cowgirl        | Yuka Iguchi                  | Jennifer Weiß      |
| Gildenmädchen  | Maaya Uchida                 | Daniela Molina     |
| Zwerg          | Yuuichi Nakamura             | Elmar Gutmann      |
| Echsenmensch   | Tomokazu Sugita              | Marlin Wick        |
| Hexe           | Youko Hikasa                 | Cornelia Waibel    |
| Speerträger    | Yoshitsugu Matsuoka          | David Riedel       |
| Schwertjungfer | Aya Endou                    | Melanie Hinze      |